# 1309 Hyperborea
1309 Hyperborea eller 1931 TO är en asteroid i huvudbältet, som upptäcktes den 11 oktober 1931 av den ryske astronomen Grigorij N. Neujmin vid Simeiz-observatoriet på Krim. Den har fått sitt namn efter Hyperborea ett land i den grekiska mytologin.
Asteroiden har en diameter på ungefär 57 kilometer.